# Gran Premio Femenino de Plouay 2016
La 18.ª edición del Gran Premio Femenino de Plouay (oficialmente: Grand Prix de Plouay-Bretagne) se celebró el 27 de agosto de 2016 sobre un recorrido de 121,5 km con inicio y final en la ciudad de Plouay en Francia.
La carrera hizo parte del UCI WorldTour Femenino 2016 como competencia de categoría 1.WWT del calendario ciclístico de máximo nivel mundial siendo la decimosexta carrera de dicho circuito y fue ganada por la ciclista polaca Eugenia Bujak del equipo BTC City Ljubljana. El podio lo completaron las ciclista italiana Elena Cecchini del equipo Canyon-SRAM Racing y la ciclista canadiense Joëlle Numainville del equipo Cervélo Bigla..

## Equipos
Tomaron parte en la carrera un total de 22, de los cuales 20 fueron equipos de categoría UCI Team Femenino invitados por la organización y 2 selecciones nacionales, quienes conformaron un pelotón de 121 ciclistas de los cuales terminaron 74. Los equipos participantes fueron:
| Equipos femeninos (20)- Alé Cipollini - BePink - Bizkaia-Durango - BMS BIRN - Boels Dolmans - BTC City Ljubljana - Canyon-SRAM Racing - Cervélo Bigla - Cylance - Drops - Lensworld-Zannata - Liv-Plantur - Lointek - Lotto Soudal Ladies - Orica-AIS - Poitou-Charentes.Futuroscope.86 - Parkhotel Valkenburg - Rabo Liv Women - Weber Shimano Ladies Power - Wiggle High5 Equipos nacionales (2)- Francia - Japón |
| |

## Clasificaciones finales
Las clasificaciones finalizaron de la siguiente forma:

### Clasificación general
| \| Clasificación general \| Clasificación general \| Clasificación general \| Clasificación general \| Clasificación general \| \| Ciclista \| Ciclista \| Equipo \| Tiempo \| \| \| --------------------- \| --------------------- \| --------------------- \| --------------------- \| --------------------- \| \| 1.ª \| Eugenia Bujak \| BTC City Ljubljana \| 3 h 12 min 31 s \| \| \| 2.ª \| Elena Cecchini \| Canyon-SRAM Racing \| + 0 s \| \| \| 3.ª \| Joëlle Numainville \| Cervélo Bigla \| + 0 s \| \| \| 4.ª \| Katarzyna Niewiadoma \| Rabo Liv Women \| + 0 s \| \| \| 5.ª \| Megan Guarnier \| Boels Dolmans \| + 0 s \| \| \| 6.ª \| Leah Kirchmann \| Liv-Plantur \| + 0 s \| \| \| 7.ª \| Carmen Small \| Cylance \| + 0 s \| \| \| 8.ª \| Katrin Garfoot \| Orica-AIS \| + 0 s \| \| \| 9.ª \| Elisa Longo Borghini \| Wiggle High5 \| + 0 s \| \| \| 10.ª \| Alena Amialiusik \| Canyon-SRAM Racing \| + 0 s \| \| |                      |                    |                 |
| |                      |                    |                 |
| |                      |                    |                 |
| Clasificación general |                      |                    |                 |
| Ciclista | Ciclista             | Equipo             | Tiempo          |
| 1.ª | Eugenia Bujak        | BTC City Ljubljana | 3 h 12 min 31 s |
| 2.ª | Elena Cecchini       | Canyon-SRAM Racing | + 0 s           |
| 3.ª | Joëlle Numainville   | Cervélo Bigla      | + 0 s           |
| 4.ª | Katarzyna Niewiadoma | Rabo Liv Women     | + 0 s           |
| 5.ª | Megan Guarnier       | Boels Dolmans      | + 0 s           |
| 6.ª | Leah Kirchmann       | Liv-Plantur        | + 0 s           |
| 7.ª | Carmen Small         | Cylance            | + 0 s           |
| 8.ª | Katrin Garfoot       | Orica-AIS          | + 0 s           |
| 9.ª | Elisa Longo Borghini | Wiggle High5       | + 0 s           |
| 10.ª | Alena Amialiusik     | Canyon-SRAM Racing | + 0 s           |

## UCI WorldTour Femenino
El Gran Premio Femenino de Plouay otorga puntos para el UCI WorldTour Femenino 2016, incluyendo a todas las corredoras de los equipos en las categorías UCI Team Femenino. Las siguientes tablas muestran el baremo de puntuación y las 10 corredoras que obtuvieron más puntos:
| Posición   | 1.ª | 2.ª | 3.ª | 4.ª | 5.ª | 6.ª | 7.ª | 8.ª | 9.ª | 10.ª | 11.ª | 12.ª | 13.ª | 14.ª | 15.ª | 16.ª | 17.ª | 18.ª | 19.ª | 20.ª |
| Puntuación | 120 | 100 | 85  | 70  | 60  | 50  | 40  | 35  | 30  | 25   | 20   | 18   | 16   | 14   | 12   | 10   | 8    | 6    | 4    | 2    |

| 1.ª  | Eugenia Bujak        | BTC City Ljubljana | 120 |
| 2.ª  | Elena Cecchini       | Canyon-SRAM Racing | 100 |
| 3.ª  | Joëlle Numainville   | Cervélo Bigla      | 85  |
| 4.ª  | Katarzyna Niewiadoma | Rabo Liv Women     | 70  |
| 5.ª  | Megan Guarnier       | Boels Dolmans      | 60  |
| 6.ª  | Leah Kirchmann       | Liv-Plantur        | 50  |
| 7.ª  | Carmen Small         | Cylance            | 40  |
| 8.ª  | Katrin Garfoot       | Orica-AIS          | 35  |
| 9.ª  | Elisa Longo Borghini | Wiggle High5       | 30  |
| 10.ª | Alena Amialiusik     | Canyon-SRAM Racing | 25  |